# 1. FK Drnovice
1. FK Drnovice – były czeski klub piłkarski z południowomorawskiego powiatu Drnovice, który w latach 1993–2002 oraz w sezonie 2004/2005 grał w I. lidze czeskiej w piłce nożnej. Na zakończenie rozgrywek sezonu 2004/2005 pomimo zajęcia 8. miejsca zespół został zdegradowany do 2. ligi z powodu problemów finansowych a następnie ogłosił bankructwo. Spadkobierca klubu – drużyna FKD bierze obecnie udział w rozgrywkach II. klasy powiatu Vyškov (8. liga czeska).

## Zmiany nazwy zespołu
- 1932 Česká sportovní společnost Drnovice
- 1948 Sokol Drnovice
- 1961 TJ Drnovice
- 1989 TJ JZD Drnovice
- 1990 TJ Agro Drnovice
- 1990 FC Gera Drnovice
- 1993 FC Olpran Drnovice
- 1993 FC Petra Drnovice
- 2000 FK Drnovice
- 2003 1. FK Drnovice
- 2006 1. FKD
- 2007 FKD

## Europejskie puchary
Legenda do wszystkich tabel:
- Q – runda eliminacyjna, 1/16, 1/8, 1/4, 1/2 – odpowiednia faza rozgrywek, Grupa – runda grupowa, 1r gr – pierwsza runda grupowa, 2r gr – druga runda grupowa, F – finał, R – runda, PO – play-off
- k. – rzuty karne, los. – losowanie, Dogr. – dogrywka, w. – zasada bramek strzelonych na wyjeździe

| Sezon   | Rozgrywki   | Runda | Przeciwnik         | Dom | Wyjazd | Ogólnie |
| ------- | ----------- | ----- | ------------------ | --- | ------ | ------- |
| 2000/01 | Puchar UEFA | Q     | Budućnost Banovići | 3–0 | 1–0    | 4–0     |
| 2000/01 | Puchar UEFA | 1R    | TSV 1860 Monachium | 0–0 | 0–1    | 0–1     |